# زولت فيهير (لاعب كرة قدم)
زولت فيهير (بالمجرية: Fehér Zsolt)‏ هو لاعب كرة قدم مجري، ولد في 15 يونيو 1975 في سغليد في المجر. لعب مع Budapesti VSC ‏.